# Aloe myriacantha
Aloe myriacantha é uma espécie de liliopsida do gênero Aloe, pertencente à família Asphodelaceae.